# Zablujena generacija
Zablujena generacija je slovenska punk rock skupina iz Idrije.
Prvotna postava se je formirala med leti 1994 in 1996. Takratni člani zasedbe so bili Primož Alič (vokal, kitara), Ramon (kitara), Marko Rožič (bas) in Igor Seljak (bobni), ki so svoje vplive črpali predvsem od skupin Ramones in Sex Pistols.
Prvi album z naslovom Fajht so izdali junija 1997 pri založbi Vinylmania. Album je vseboval štirinajst skladb, med njimi »Lim, Nedelja« ter »Idrje« in tudi pesem »Superlim«, priredbo skladbe idrijske punk skupine Kuzle. Kmalu po izidu albuma so se predstavili širšemu občinstvu z nastopom na festivalu Novi Rock. 
V manj kot letu dni je sledi drugi album z naslovom Pank zabloda s trinajstimi skladbami, med katerimi sta bili tudi priredba partizanske pesmi »Šivala je deklica« ter »Poljubi me« skupine Kuzle. Za album, posvečen skupini Niet - Drž'te jih! To niso Niet!!! (1998) so priredili skladbo »Ritem človeštva«.
Leta 2000 je izšla njihova tretja plošča Ultra lahko, na kateri je vlogo basista prevzel Aljoša Rupnik. Album vsebuje osemnajst skladb, od katerih je sedemnajst avtorskih in ena priredba puljskih KUD Idijotov – »Tišina«. Že naslednje leto, 2001, je sledil album Pozitiv vabrejšan, ki do danes velja za komercialno najuspešnejši album skupine, saj se je prodal v zlati nakladi. Plošča je izšla pri založbi Menart records.
Po dveh letih intenzivnega koncertiranja je sledil album Pop idoli (2003). Odmevnejše pesmi s tega albuma so »Imam vse«, »Pobegli vlak«, »Extrasupermegafakinnujno« ter »Moja Liza«. V letu po izidu plošče je prišlo do ponovne spremembe v postavi; namesto Rupnika je bas kitaro prevzel Hanson.
Leta 2007 so se prijavili na slovenski izbor za evrovizijsko popevko EMA s pesmijo »Kdo hoče plesati z menoj«, s katero so v predizboru pristali na tretjem mestu, v končnem glasovanju pa osvojili četrto mesto. Pesem je nato izšla na naslednjem albumu Mi smo stare pizde (2008). Konec leta 2013 je izšel radijski singl »Čas ustavil bi«. Za album Za tebe – A tribute to KUD Idijoti (2016) so posneli izvedbo pesmi »Ali nije to još gotovo«. Marca 2017 so izdali nov single »Men ni dolgcajt«. in maja 2018 single »Razvajena (do konca)«, marca 2020 pa še apokaliptični single »Še en whisky«
13. januarja 2023 je zaradi bolezni umrl kitarist Matjaž Alič, bolje poznan kot Ramon.

## Diskografija

### Albumi
- Fajht (1997)
- Pank zabloda (1998)
- Ultra lahko (2000)
- Pozitiv vabrejšan (2001)
- Pop idoli (2003)
- Mi smo stare pizde (2008)

## Zasedba
- Primož Alič - vokal/kitara
- Matjaž Alič »Ramon« († 2023) - kitara/vokal
- Igor Seljak - bobni/vokal
- Gregor Alič »Hanson« - bas kitara/vokal